# Chaïm Soutine
Chaïm Soutine (Smilavichy, 13 de Janeiro de 1893 — Paris, 9 de Agosto de 1943) foi um pintor expressionista da Escola de Paris.

## Vida
Nascido em uma pequena aldeia lituana, pertencente naquele momento ao Império Russo, Soutine era o décimo filho de uma família de onze irmãos. Seu pai era alfaiate e não viu com bons olhos o interesse de Chaim por arte, visto que, dentro da comunidade judia ortodoxa onde viviam, estava proibida a representação de imagens.
Em 1909 se mudou para Minsk, onde recebeu suas primeiras lições artísticas. No ano seguinte preparou-se para o ingresso na Escola de Belas Artes de Vilnius. Em 1913, finalizados seus estudos em Vilnius, se mudou para Paris, estabelecendo-se em Montparnasse, junto a outros artistas. Foram tempos difíceis, em que Soutine vivia em condições precárias, no entanto foi capaz de prosseguir os seus estudos na École des Beaux-Arts, "Escola de Belas Artes" de Paris, sob os ditames do artista Fernand Cormon. Foi nessa época que conheceu Modigliani, de quem se tornou amigo, servindo como modelo para diversos retratos feitos pelo pintor italiano.
Em 1923 o colecionador norte-americano Albert Coombs Barnes comprou um grande número de obras do pintor, como isso sua condição financeira melhorou bastante. Em 1927 realizou sua primeira exposição na galeria de Henri Bing, assim introduzindo-se plenamente no mercado das artes. Em 1937 algumas de suas obras foram incluídas na Exposição de Artistas Independentes, honra raramente concedida na França a um pintor estrangeiro.
O início da Segunda Guerra Mundial significou o início do seu declínio, especialmente quando a cidade foi invadida pelas tropas nazistas, visto que Soutine era oficialmente um judeu, optou por ficar longe de Paris, refugiando-se em uma pequena cidade perto de Tours.
A angústia de uma possível denúncia agravou-lhe os problemas de saúde que tinha e, finalmente, em 1943, sofreu um ataque de úlcera, que perfurou-lhe o estômago e forçou-o a uma cirurgia de emergência. Chaim Soutine morreu na mesa de operações e foi sepultado no Cemitério do Montparnasse.

## Obras

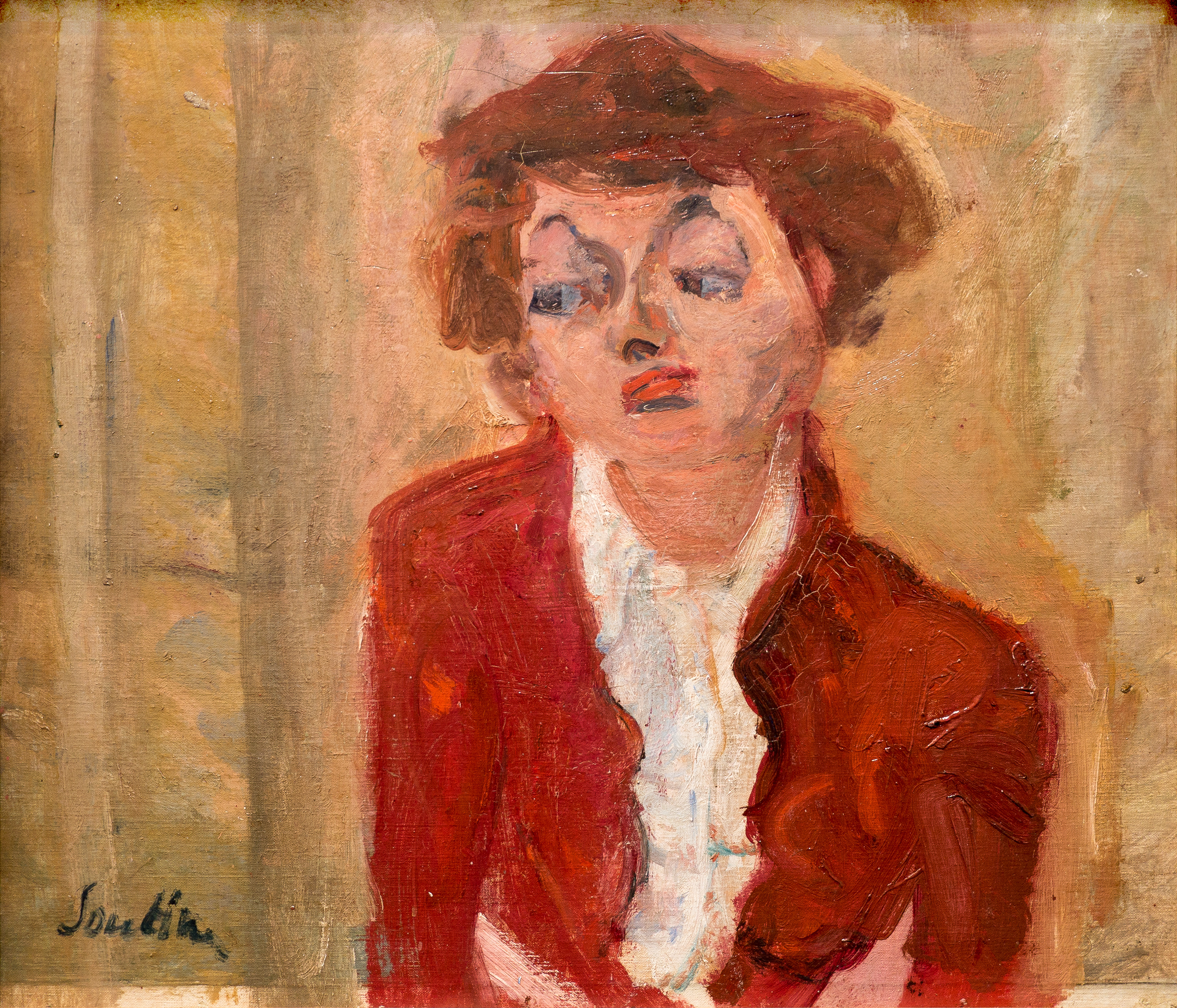
A jovem inglesa, pintura de Soutine.

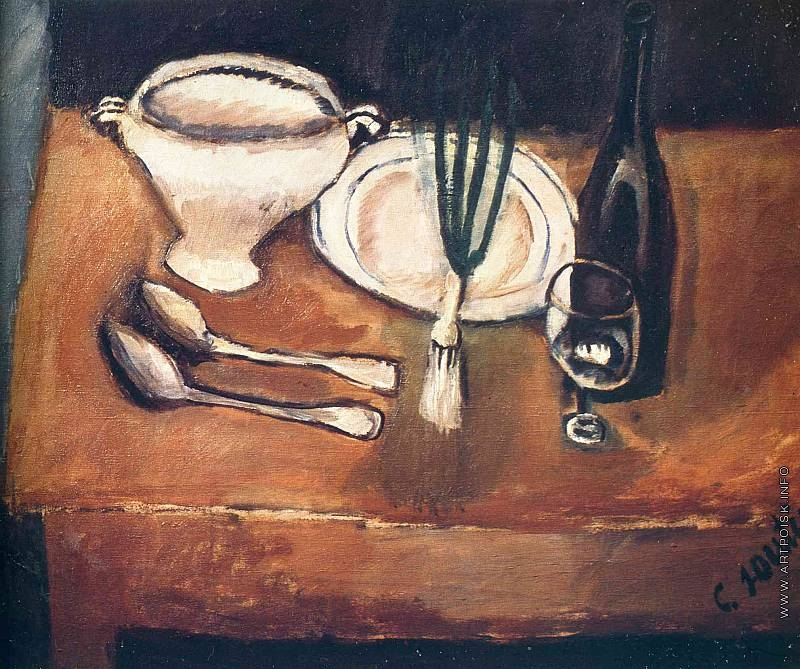
Natureza-morta, pintura de Chaïm Soutine.

Sua produção foi muito influenciada por artistas como Cézanne, Rembrandt e El Greco, e pode ser definida como expressionista. Pintava de forma delirante, como possuído por um ataque febril, precipitando as cores na tela, seus quadros apresentam uma textura pastosa e apresentam grande força cromática. Foi comparado com o grande mestre pós-impressionista Van Gogh, cuja obra Soutine admirava, e artistas da época o comparavam com Kokoschka na capacidade de captar tipos psicológicos em seus retratos. Nunca foi capaz de pintar senão com um modelo à sua frente. Soutine horrorizou seus vizinhos certa vez, por manter uma carcaça de animal em seu estúdio, para que pudesse pintá-la (Carcass of Beef). O fedor fez com que os vizinhos chamassem a polícia, a quem Soutine prontamente dissertou sobre a importância relativa da arte acima da higiene.